# Jaszów
Jaszów – wieś w Polsce położona w województwie opolskim, w powiecie brzeskim, w gminie Grodków.

## Historia
Od XVIII w. wieś posiadała pieczęć gminną, na której wizerunku przedstawiono lemiesz pługa w słup, ostrzem ku dołowi.
Część wsi o nazwie Schweidlich, była w XIX w., odrębną wsią, która posiadała własną pieczęć gminną, na której wizerunku przedstawiono  trzy skrzyżowane narzędzia rolnicze: pośrodku grabie w słup, skierowane zębami ku górze, po lewej stronie kosa, po prawej cep.

## Zabytki
Do wojewódzkiego rejestru zabytków wpisany jest dom nr 40, z XIX w.